# みどりの東
みどりの東（みどりのひがし）は、茨城県つくば市にある町名。郵便番号は305-0883。

## 概要
つくば市の南西部に位置する。首都圏新都市鉄道つくばエクスプレスみどりの駅の南側に位置し、宅地化が進んでいる。

## 沿革
- 2016年5月21日 - 区画整理が完了し、みどりの東が成立。同日みどりの一丁目、二丁目・みどりの中央、みどりの南も成立している。

## 世帯数と人口
2017年（平成29年）8月1日現在の世帯数と人口は以下の通りである。
| 町丁       | 世帯数  | 人口  |
| ---------- | ------- | ----- |
| みどりの東 | 314世帯 | 668人 |

## 交通
- 常磐自動車道
- 茨城県道19号

## 施設
- 鹿島神宮
- 飯田見晴らし公園
- セブンイレブン